# Martin Mikuláš
Martin Mikuláš (13. ledna 1923 – 1. října 1995) byl slovenský a československý politik Komunistické strany Slovenska a poúnorový poslanec Národního shromáždění ČSR, Národního shromáždění ČSSR, Slovenské národní rady a Sněmovny lidu Federálního shromáždění.

## Biografie
Ve volbách roku 1954 byl zvolen do Národního shromáždění za KSS ve volebním obvodu Liptovský Mikuláš-Ružomberok. V parlamentu setrval do konce funkčního období, tedy do voleb v roce 1960. Ve volbách roku 1960 byl zvolen do Slovenské národní rady.
V celostátním parlamentu se znovu objevil po volbách v roce 1964 (nyní již jako poslanec Národního shromáždění ČSSR za Středoslovenský kraj). V Národním shromáždění zasedal až do konce jeho funkčního období v roce 1968.
Po federalizaci Československa usedl roku 1969 za KSS do Sněmovny lidu Federálního shromáždění (volební obvod Ružomberok). V parlamentu setrval do konce jeho funkčního období, tedy do voleb v roce 1971.